# Helenium tinctorium
Helenium tinctorium là một loài thực vật có hoa trong họ Cúc. Loài này được (Molina) J.F.Macbr. mô tả khoa học đầu tiên năm 1918.